# Dean Guezen
Dean Diego Guezen (Amsterdam, 18 december 1998) is een Nederlands voetballer die als middenvelder voor Westchester SC speelt.

## Carrière
Dean Guezen speelde in de jeugd van AFC, Ajax, ASV De Dijk, IVV, weer AFC en Feyenoord. Hierna was hij nog actief voor de jong-elftallen van ADO Den Haag en SC Cambuur. In 2020 vertrok hij transfervrij naar TOP Oss, waar hij een contract voor een seizoen tekende. Hij debuteerde in het betaald voetbal voor TOP op 29 augustus 2020, in de met 1–2 verloren thuiswedstrijd tegen Helmond Sport. Hij kwam in de 68e minuut in het veld voor Cas Peters. Guezen werd een vaste waarde voor TOP, tot hij in januari 2021 geblesseerd raakte en zodoende bijna de hele tweede seizoenshelft miste. Na het einde van het seizoen werd zijn contract met een jaar verlengd. Hij werd echter geen vaste waarde meer bij TOP Oss, op een periode in het midden van het seizoen na. Hij wist wel tweemaal als invaller te scoren aan het eind van het seizoen 2021/22, tegen FC Volendam en De Graafschap. Na het aflopen van zijn contract bij TOP trainde Guezen in de zomer met PEC Zwolle mee, waar hij een amateurcontract tekende. Hij kwam in het seizoen 2022/23 tweemaal kort als invaller in actie voor PEC, in de met 3-0 verloren uitwedstrijd tegen FC Dordrecht en in de met 0-1 gewonnen bekerwedstrijd tegen HHC Hardenberg. In maart 2023 vertrok hij naar het Poolse Zagłębie Sosnowiec, waar hij anderhalf seizoen op het tweede niveau van Polen speelde. Na een half jaar zonder club sloot hij begin 2025 aan bij de Amerikaanse, nieuw opgerichte club Westchester SC, waar onder andere Koen Blommestijn, Mink Peeters, Daniel Bouman en Kemar Lawrence zijn ploeggenoten zijn.

### Carrièrestatistieken
| Seizoen                    | Club               | Land            | Competitie      | Competitie | Competitie | Beker | Beker | Internationaal | Internationaal | Overig | Overig | Totaal | Totaal |
| Seizoen                    | Club               | Land            | Competitie      | Wed.       | Dlp.       | Wed.  | Dlp.  | Wed.           | Dlp.           | Wed.   | Dlp.   | Wed.   | Dlp.   |
| -------------------------- | ------------------ | --------------- | --------------- | ---------- | ---------- | ----- | ----- | -------------- | -------------- | ------ | ------ | ------ | ------ |
| 2020/21                    | TOP Oss            | Nederland       | Eerste divisie  | 21         | 0          | 1     | 0     | –              | –              | 0      | 0      | 22     | 0      |
| 2021/22                    | TOP Oss            | Nederland       | Eerste divisie  | 19         | 2          | 0     | 0     | –              | –              | 0      | 0      | 19     | 2      |
| 2022/23                    | PEC Zwolle         | Nederland       | Eerste divisie  | 1          | 0          | 1     | 0     | –              | –              | 0      | 0      | 2      | 0      |
| 2022/23                    | Zagłębie Sosnowiec | Polen           | I liga          | 11         | 0          | 0     | 0     | –              | –              | 0      | 0      | 11     | 0      |
| 2023/24                    | Zagłębie Sosnowiec | Polen           | I liga          | 23         | 0          | 1     | 0     | –              | –              | 0      | 0      | 24     | 0      |
| 2025                       | Westchester SC     | VS              | League One      | 6          | 0          | 0     | 0     | –              | –              | 2      | 0      | 8      | 0      |
| Carrière totaal            | Carrière totaal    | Carrière totaal | Carrière totaal | 81         | 2          | 3     | 0     | 0              | 0              | 2      | 0      | 86     | 2      |
| Bijgewerkt tot 9 juni 2025 |                    |                 |                 |            |            |       |       |                |                |        |        |        |        |